# Henryk Bereza
Henryk Mieczysław Bereza (ur. 28 października 1926 w Miedniewicach, zm. 21 czerwca 2012 w Warszawie) – polski krytyk literacki, eseista, redaktor miesięcznika „Twórczość”.

## Życiorys
Był synem rzemieślnika Stanisława Berezy i Agnieszki z Wenusów. Uczył się w szkole w Skierniewicach, w czasie wojny uczęszczał na tajne komplety, po wyzwoleniu był uczniem skierniewickiego Liceum Ogólnokształcącego im. Bolesława Prusa. Od 1947 studiował polonistykę na Uniwersytecie Warszawskim, studia ukończył w 1952 z tytułem magistra. W czasie II wojny światowej (w latach 1943–1944) był żołnierzem Armii Krajowej. Kilka lat po wojnie, z pomocą Marii Janion i Marii Żmigrodzkiej, zadebiutował w prasie literackiej. W 1951 został redaktorem „Twórczości”. W latach 1966–1978 kierował działem krytyki, w latach 1978–1988 – prozy, w latach 1980–2004 był zastępcą redaktora naczelnego. Od 1977 do 2005 prowadził w „Twórczości” autorską rubrykę Czytane w maszynopisie. Był również przez dwa lata przewodniczącym jury Nagrody Literackiej „Nike”. Pochowany na cmentarzu Powązkowskim w Warszawie (kwatera b-2-1).

## Twórczość
- 1966: Sztuka czytania

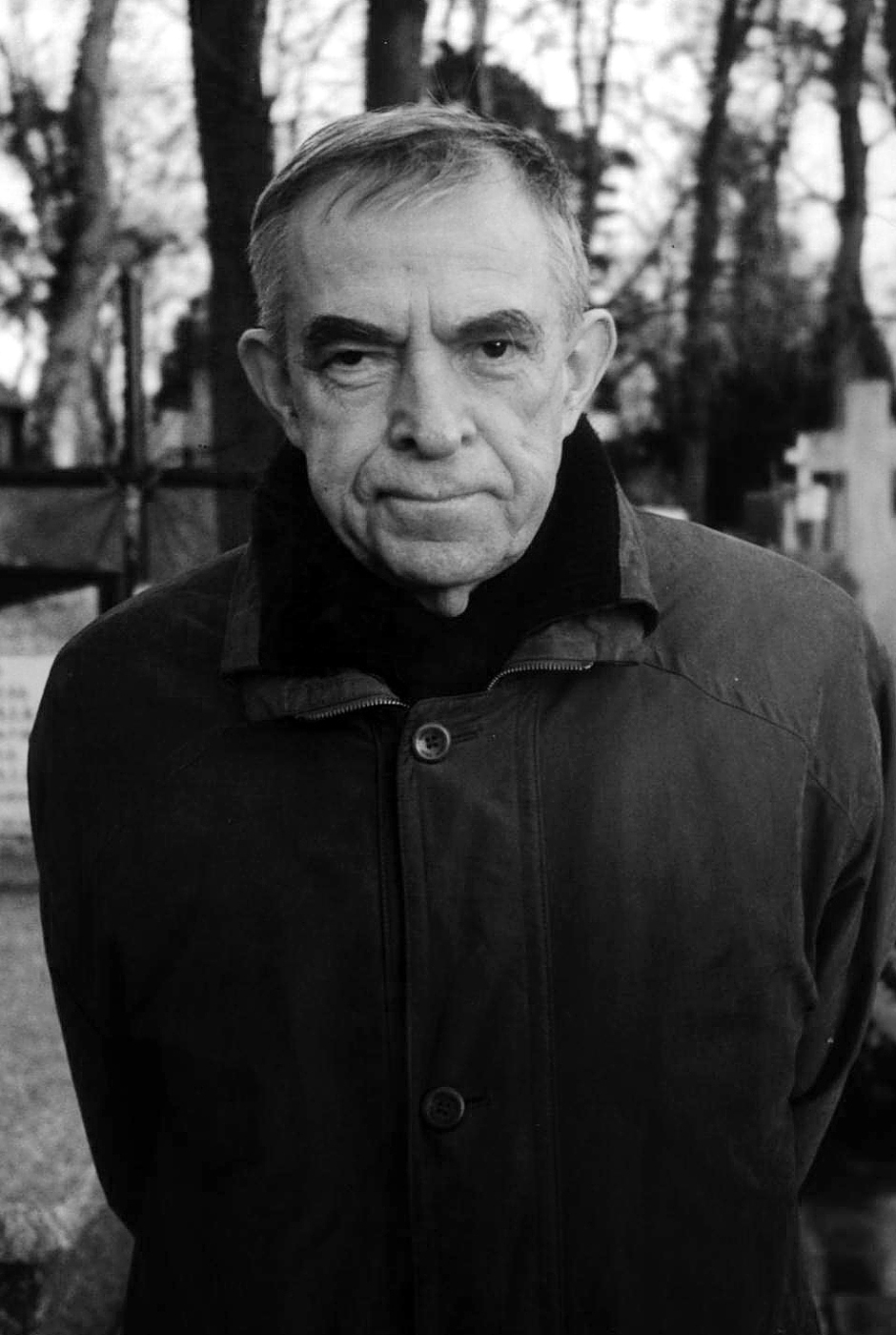
Henryk Bereza

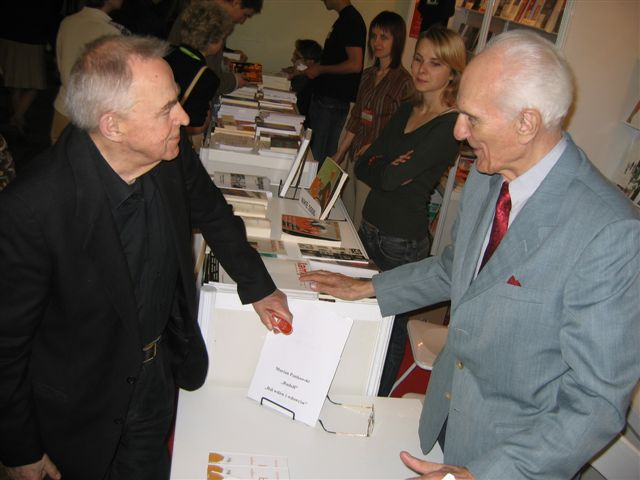
Henryk Bereza w rozmowie z Marianem Pankowskim (Warszawa, 21 maja 2006)

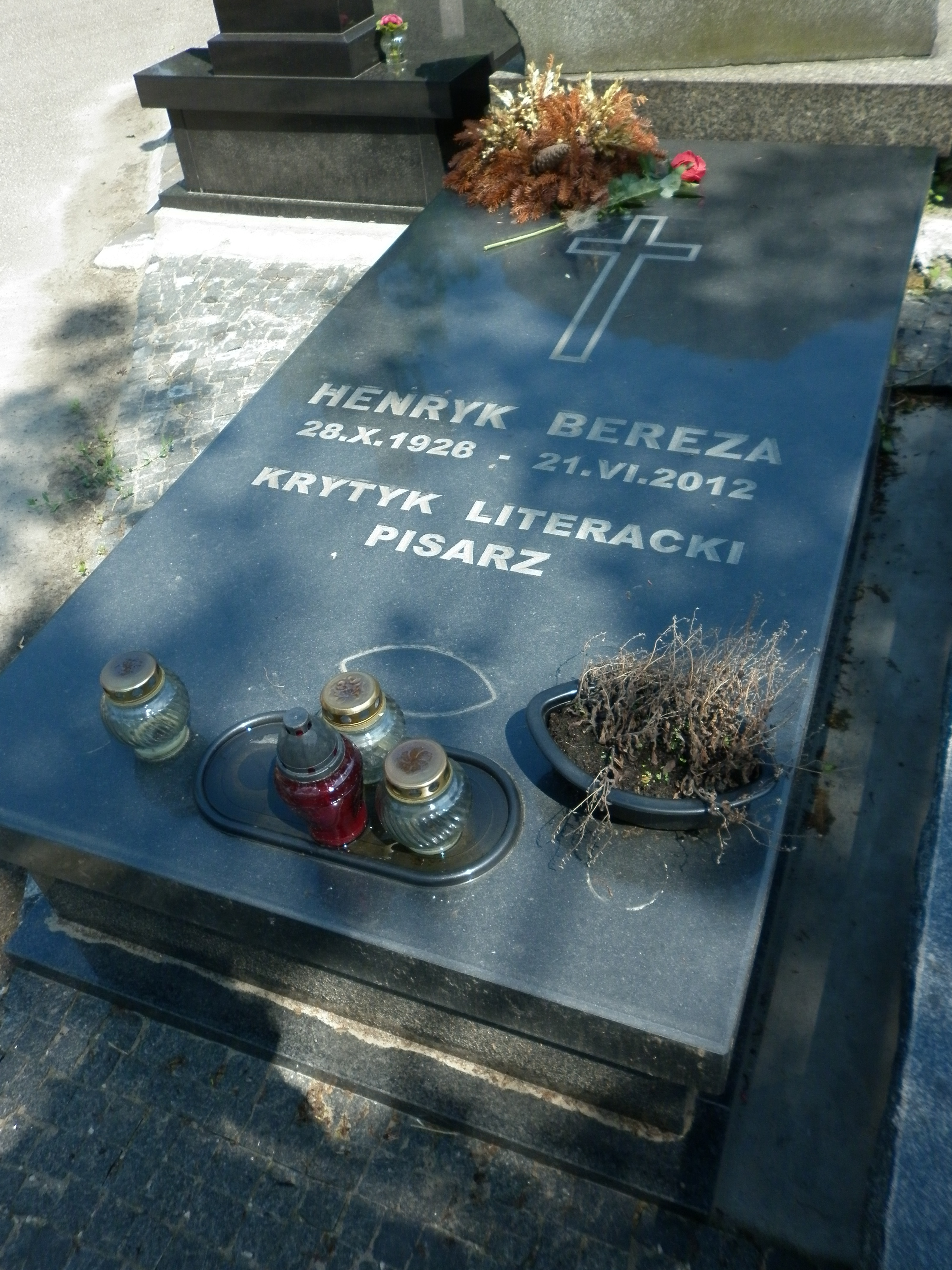
Grób Henryka Berezy na cmentarzu Powązkowskim w Warszawie

- 1967: Doświadczenia: Z lektur prozy obcej
- 1971: Prozaiczne początki
- 1972: Związki naturalne (1973 – nagroda im. S. Piętaka)
- 1978: Związki naturalne: szkice literackie
- 1979: Proza z importu: szkice literackie
- 1981: Taki układ
- 1982: Bieg rzeczy: szkice literackie
- 1989: Sposób myślenia: tom 1 – O prozie polskiej
- 1993: Pryncypia. O łasce literatury
- 1996: Obroty. Szkice literackie
- 1997: Oniriada. Zapisy z lat 1976–1996
- 1998: Epistoły
- 2003: Miary. 99 trójwierszy
- 2006: ...Wypiski...
- 2010: Końcówki. Henryk Bereza mówi (z Piotrem Czerniawskim i Adamem Wiedemannem)
- 2010: Względy
- 2011: Zgłoski
- 2014: Zgrzyty
- 2018: Alfabetyczność. Teksty o literaturze i życiu
- 2020: Wypiski ostatnie. 2004–2012 (tom 1 i 2)
- 2022: Sprawa wyboru. Wiersze zebrane

## Odznaczenia i nagrody
- 2010: Nagroda Literacka im. Władysława Reymonta[3] za twórczość całego życia
- 1996: Krzyż Komandorski Orderu Odrodzenia Polski[4]
- 1983: nagroda I stopnia Ministra Kultury i Sztuki
- 1974: Krzyż Kawalerski Orderu Odrodzenia Polski[5]
- 1973: Nagroda im. Stanisława Piętaka za całokształt twórczości

## Fundacja Literatury
W 2012 powstała w Szczecinie Fundacja Literatury imienia Henryka Berezy, której celem jest upowszechnianie i promowanie dorobku i spuścizny Henryka Berezy, a także upowszechnianie i promowanie polskiej literatury współczesnej, czym przez całe życie zajmował się Henryk Bereza. Fundacja Literatury imienia Henryka Berezy jest m.in. wydawcą ogólnopolskiego kwartalnika „eleWator”.